# Palægade
Palægade er en gade i Indre By i København, der går mellem Bredgade og Store Kongensgade.
Gaden blev anlagt i 1870'erne og er dermed en af de yngre i Indre By. Den er opkaldt efter forlystelsesstedet Palæhaven, der blev etableret i sidste halvdel af det 19. århundrede i den tidligere have bag Thotts Palæ ved det nærliggende Kongens Nytorv. Der var adgang til Palæhaven gennem en port i en bygning langs med Bredgade.

## Bygninger og beboere
Gaden er bebygget med fire store ejendomme, der alle er opført i historicistisk stil med dekorative elementer og firkantede karnapper. De to bygninger i enden mod Bredgade blev tegnet af Emil Blichfeldt i samarbejde med Gotfred Tvede. Nr. 1-3, der blev opført i 1899-1900, har granitbeklædning i stueetagen og et lille spir på hjørnet. Nr. 2-4 på det modsatte hjørne blev opført i 1900-1902. Over døren på hjørnet er der en drage i stuk, der bærer en rund karnap med en kobberspir øverst. De andre døre i bygningen flankeres også af små drager. De to bygninger i enden mod Store Kongensgade blev tegnet af Philip Smidth.
Kunstgalleriet Galleri Jules Julian har til huse i nr. 7.

## External links
- Wikimedia Commons har flere filer relateret til Palægade
- Palægade Arkiveret 1. juni 2016 hos  Wayback Machine på indenforvoldene.dk

55°40′55″N 12°35′13″Ø / 55.68189°N 12.58707°Ø